# Lijst van havezaten in de voormalige gemeente Markelo
De lijst van havezaten in Markelo is een opsomming van de verscheidene havezaten die in de voormalige gemeente Markelo (1818-2001) lagen. Alle havezaten lagen eveneens in het voormalige richterambt Kedingen

## Lijst van havezaten in Markelo
| Naam               | Bestaand/verdwenen | Buurtschap   | Afbeelding |
| ------------------ | ------------------ | ------------ | ---------- |
| Elsen              | Verdwenen          | Elsen        |            |
| Heeckeren          | Bestaand           | Kerspel Goor |            |
| Kevelham           | Verdwenen          | Kerspel Goor |            |
| Oldenhof (Markelo) | Verdwenen          | Markelo      |            |
| Olidam             | Verdwenen          | Kerspel Goor |            |
| Stoevelaar         | Verdwenen          | Herike       |            |
| Wegdam             | Bestaand           | Kerspel Goor |            |
| Weldam             | Bestaand           | Kerspel Goor |            |